# Liste des récipiendaires de la médaille présidentielle de la Liberté
 (mars 2025).
Cet article dresse une liste des récipiendaires de la médaille présidentielle de la Liberté, plus haute distinction civile américaine, remise par le président des États-Unis.

## Personnalités récompensées

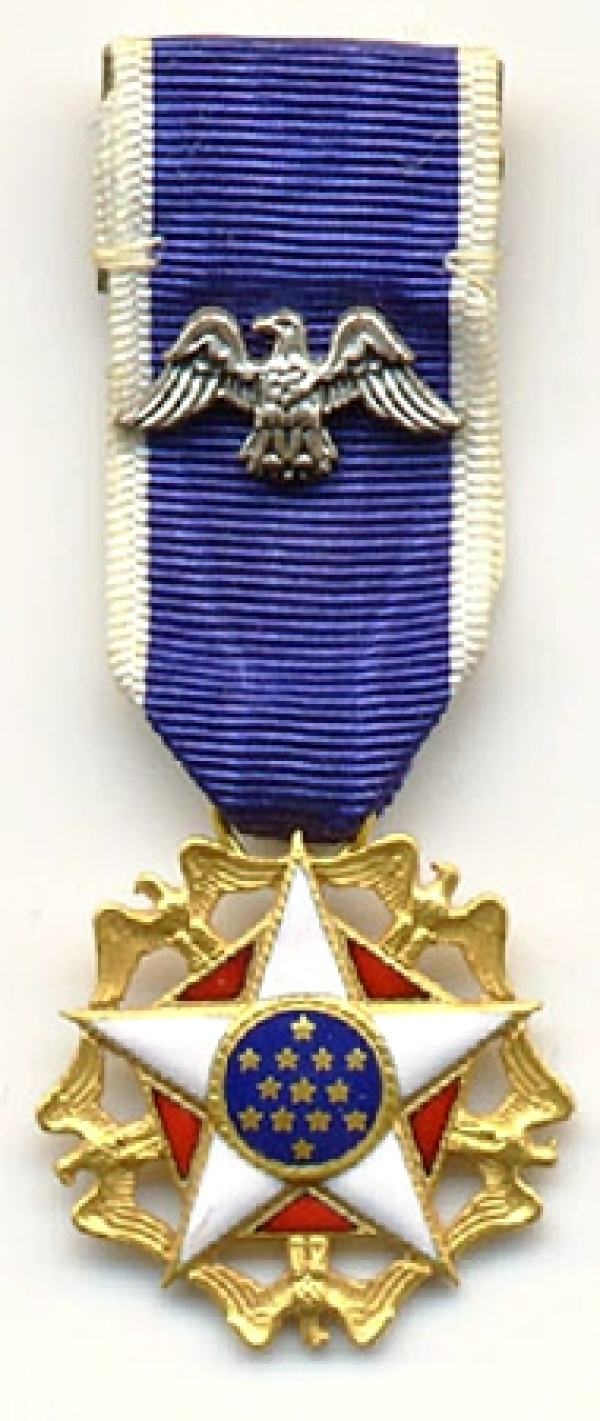

Les récipiendaires les plus connus, groupés par l'activité qui les a primés.

### Académie
- Friedrich Hayek
- John Kenneth Galbraith (deux fois)
- Richard Garwin

#### Architecture
- Ludwig Mies van der Rohe
- Buckminster Fuller
- Frank Gehry
- Maya Lin
- I.M. Pei

#### Informatique
- Vinton G. Cerf
- Margaret Hamilton
- Grace Hopper
- Robert E. Kahn

#### Éducation
- Antonia Pantojas

#### Histoire
- Robert Conquest
- Will Durant
- Vartan Gregorian
- Samuel Eliot Morison

#### Littérature
- Harper Lee
- Jacques Barzun
- T.S. Eliot
- Ralph Ellison
- Eric Hoffer
- Louis L'Amour
- James Michener
- Carl Sandburg
- John Steinbeck
- Elie Wiesel
- Thornton Wilder
- Edmund Wilson
- Toni Morrison

#### Médecine
- Michael DeBakey
- Ben Carson
- Denton Cooley
- Donald Henderson
- C. Everett Koop
- Karl Menninger
- Jonas Salk
- Arnall Patz
- Anthony Fauci

#### Philosophie
- Will Durant
- Sidney Hook

#### Sciences
- Buzz Aldrin
- Neil Armstrong
- Michael Collins
- Jim Lovell
- Fred Haise
- Jack Swigert
- Rachel Carson
- Jacques-Yves Cousteau
- Lewis Mumford
- Edward Teller
- Stephen Hawking
- Mildred Dresselhaus
- Katherine Johnson

#### Sociologie
- Robert Coles
- James Q. Wilson

### Arts

#### Art
- Norman Rockwell
- Andrew Wyeth
- Georgia O'Keeffe

#### Danse
- George Balanchine
- Martha Graham
- Gene Kelly

#### Cinéma
- Lucille Ball
- James Cagney
- Doris Day
- Robert De Niro
- Marlene Dietrich
- Walt Disney
- Kirk Douglas
- John Ford
- Samuel Goldwyn
- Tom Hanks
- Helen Hayes
- Audrey Hepburn
- Charlton Heston
- Bob Hope
- Danny Kaye
- Rita Moreno
- Gregory Peck
- Sidney Poitier
- Robert Redford
- Steven Spielberg
- Jimmy Stewart
- Meryl Streep
- Cicely Tyson
- John Wayne

#### Musique
- Marian Anderson
- Pearl Bailey
- Irving Berlin
- Pablo Casals[1]
- Van Cliburn
- Aaron Copland
- Plácido Domingo
- Bob Dylan
- Duke Ellington
- Ella Fitzgerald
- Aretha Franklin
- Elvis Presley
- Diana Ross
- Frank Sinatra
- Kate Smith
- Isaac Stern
- Bruce Springsteen

#### Photographie
- Ansel Adams
- Edwin H. Land

### Affaires et économie
- Edgar Miles Bronfman, Sr.
- Peter Drucker
- Milton Friedman
- Alan Greenspan
- Arthur Laffer
- Estée Lauder
- Eduardo J. Padrón
- David Rockefeller
- Dave Thomas
- Sam Walton
- Walter B. Wriston

### Environnementalisme
- Gilbert M. Grosvenor
- Margaret Murie
- Roger Tory Peterson
- Edgar Wayburn

### Loi
- Warren Burger
- Oliver White Hill
- Thurgood Marshall
- Alan Page
- Cruz Reynoso
- Antonin Scalia
- Earl Warren
- Byron White

### Média
- Newton N. Minow

#### Journalisme
- Herb Block
- William F. Buckley, Jr.
- Walter Cronkite
- Edward R. Murrow
- Robert L. Bartley

#### Radio
- Paul Harvey
- Rush Limbaugh

#### Télévision
- David Brinkley
- Carol Burnett
- Johnny Carson
- Peggy Charren
- Julia Child
- Bill Cosby
- Ellen DeGeneres
- Andy Griffith
- Lorne Michaels
- Fred Rogers
- Vin Scully

### Philanthropie
- Miriam Adelson
- Brooke Astor
- Bill et Melinda Gates
- Eugene Lang

### Politique

#### Militants
- Arnold Aronson
- César Chávez
- Elouise Cobell
- Evelyn Dubrow
- James L. Farmer, Jr.
- Jesse Jackson
- Helen Keller
- Billie Jean King
- Martin Luther King, Jr.
- Fred Korematsu
- Roger Nash Baldwin
- Mario G. Obledo
- Rosa Parks
- Ginetta Sagan
- Andrew Young

#### Diplomatie
- John P. Davies
- George F. Kennan
- Jeane Kirkpatrick
- Sol M. Linowitz
- Joseph Luns
- Robert S. Strauss

#### Espionnage
- Jacques Piette
- William Stephenson
- George Tenet

#### Militaire
- José Aboulker
- Pierre Baruzy
- Monique de Bissy
- Omar Bradley
- Wesley Clark
- William J. Crowe
- Jimmy Doolittle
- Tommy Franks
- Andrew Goodpaster
- Franz Halder
- Suzanne Hiltermann-Souloumiac
- John M. (Jack) Keane (en)
- Richard B. Myers
- Jan Nowak-Jeziorański
- Hyman Rickover
- H. Norman Schwarzkopf
- John Paul Vann
- Nancy Wake
- Chuck Yeager
- Elmo R. Zumwalt Jr.

#### Chefs d'Étatou de gouvernement
- Tony Blair
- Don Luis A. Ferré
- Václav Havel
- Helmut Kohl
- Nelson Mandela
- Wilma Mankiller
- Angela Merkel
- Luis Muñoz Marín
- Anwar Sadat
- Margaret Thatcher
- Jean XXIII
- Jean-Paul II
- Mikhaïl Gorbatchev
- Ellen Johnson-Sirleaf
- Hubert Pierlot
- Mary Robinson
- Shimon Peres

#### Gouvernement américain
- Dean Acheson
- James Baker
- Zbigniew Brzezinski
- C. Douglas Dillon
- Henry Kissinger
- Robert S. McNamara
- Edwin Meese
- William Perry
- Colin Powell (deux fois)
- Elliot L. Richardson
- Donald Rumsfeld
- Caspar Weinberger

#### Première dame
- Rosalynn Carter
- Nancy Reagan

#### Membres du Congrès
- Lloyd M. Bentsen
- Edward W. Brooke
- Bob Dole
- Dante B. Fascell
- William Fulbright
- Barry Goldwater
- Orrin Hatch
- Henry M. Jackson
- Barbara Jordan
- Tom Lantos
- George McGovern
- G. V. (Sonny) Montgomery
- Daniel Patrick Moynihan
- Tip O'Neill
- Margaret Chase Smith
- Mo Udall
- Carl Vinson
- John H. Chafee

#### Président
- George H. W. Bush
- Jimmy Carter
- Bill Clinton
- Gerald Ford
- Lyndon B. Johnson
- John F. Kennedy
- Ronald Reagan

#### Vice-président
- Dick Cheney
- Hubert Humphrey
- Nelson Rockefeller
- Joe Biden

#### Autres personnalités politiques
- Aung San Suu Kyi
- James Brady
- Paul Bremer
- Irving Brown
- Whittaker Chambers
- Max Kampelman
- Irving Kristol
- Harvey Milk
- Jean Monnet, statesman of the world
- Paul Nitze
- Norman Podhoretz
- Albert Shanker
- Simon Wiesenthal

### Religion
- Horacio de la Costa
- Sor Isolina Ferré
- Billy Graham
- Gordon B. Hinckley
- Jean-Paul II
- Norman Vincent Peale
- Mère Teresa
- Paul Louis

### Sport
- Hank Aaron
- Kareem Abdul-Jabbar
- Mohamed Ali
- Arthur Ashe
- Ernie Banks
- Yogi Berra
- Moe Berg (refusée)
- Earl Blaik
- Bear Bryant
- Roberto Clemente
- Bob Cousy
- Joe DiMaggio
- Dan Gable
- Billie Jean King
- Michael Jordan
- Willie Mays
- Stan Musial
- Jack Nicklaus
- Buck O'Neil
- Jesse Owens
- Arnold Palmer
- Roger Penske
- Richard Petty
- Mariano Rivera
- Frank Robinson
- Jackie Robinson
- Bill Russell
- Babe Ruth
- Vin Scully
- Charlie Sifford
- Dean Smith
- Roger Staubach
- Pat Summitt
- Jerry West
- Ted Williams
- John Wooden
- Tiger Woods
- Simone Biles

### Humanitaire
- Paul Rusesabagina
- Geneviève de Galard
- Gerda Weissmann Klein

### D'autres personnes notables
- Frances Hesselbein
- Lowell Thomas
- Zachary Fisher